# باول كينان
باول كينان (بالإنجليزية: Paul Keenan)‏ هو ملحن بريطاني، ولد في 1 أغسطس 1956، وتوفي في 26 يونيو 2001.